# تاکاهیرو یودوگاوا
تاکاهیرو یودوگاوا (انگلیسی: Takahiro Yodogawa؛ زادهٔ ۴ مارس ۱۹۵۱) بازیکن فوتبال اهل ژاپن است.
از باشگاه‌هایی که در آن بازی کرده‌است می‌توان به باشگاه فوتبال جف یونایتد ایچیهارا چیبا اشاره کرد.